# 庫氏𩷶
庫氏𩷶，為輻鰭魚綱鯰形目𩷶鯰科的其中一種，為熱帶淡水魚，分布於亞洲蘇門答臘、婆羅洲及越南東部淡水流域，體長可達70.2公分，棲息在底層水域，生活習性不明，可作為食用魚。

## 扩展阅读
維基物種上的相關：庫氏𩷶